# 실라 아팀
실라 아팀(Sheila Atim, MBE, 1991년 1월 ~ )은 영국의 배우, 가수, 극작가, 작곡가이다.

## 연극
- 몰타의 유대인
- 템페스트
- 줄리어스 시저 (희곡)
- 오셀로

## 텔레비전
- 아이 리브 위드 모델스

## 영화
- 십이야
- 재키의 링
- 닥터 스트레인지: 대혼돈의 멀티버스
- 피노키오
- 무파사: 라이온 킹

## 라디오
- 아난시 아이들